# Dayapar
Dayapar är en bondby i Indien.   Den ligger i distriktet Kachchh och delstaten Gujarat, i den västra delen av landet, 1 000 km sydväst om huvudstaden New Delhi. Dayapar ligger 103 meter över havet och antalet invånare är 12 000.
Terrängen runt Dayapar är platt. Runt Dayapar är det ganska glesbefolkat, med 31 invånare per kvadratkilometer. Det finns inga andra samhällen i närheten. Trakten runt Dayapar består till största delen av jordbruksmark.